# Manoir de Vrigné
Le Manoir de Vrigné est un manoir situé à Juigné-sur-Sarthe, en France.

## Description
Le manoir de Vrigné est composé d'un corps de logis simple encadré d'ailes en retour et flanqué d'une tourelle d'escalier polygonale.

## Historique
L'édifice est classé au titre des monuments historiques le 28 août 1989.